# Malkosaari (ö i Birkaland, Tammerfors)
Malkosaari är en ö i Finland. Den ligger i sjön Vankavesi och i kommunen Ylöjärvi i den ekonomiska regionen Tammerfors och landskapet Birkaland, i den södra delen av landet, 200 km norr om huvudstaden Helsingfors. Öns area är 4,7 hektar och dess största längd är 380 meter i sydöst-nordvästlig riktning.